# 山东省委旧址暨八路军山东抗日游击第四支队司令部旧址
山东省委旧址暨八路军山东抗日游击第四支队司令部旧址，位于山东省新泰市天宝镇。是中华人民共和国山东省省级文物保护单位之一。
2015年，列入第五批山东省文物保护单位，该文物保护单位分类为抗战遗址、纪念设施。